# Johannes Schlotfeldt
Johannes Schlotfeldt (* 2. April 1891 in Kleinflintbek; † 22. Februar 1965 ebenda) war ein deutscher Politiker (CDU).
Schlotfeldt war von Beruf Bauer. Er saß von 1950 bis 1954 im Landtag von Schleswig-Holstein, direkt gewählt im Wahlkreis Plön-Nord. Dort gehörte er dem Ausschuss für Gesundheitswesen an. Ferner war er Mitglied des Landespolizeibeirats und der zweiten Bundesversammlung.